# Distrito de Dausa
El distrito de Dausa es un distrito del estado de Rajastán en el oeste de la India. La ciudad de Dausa es la sede del distrito. El distrito tiene una población de 1.316.790 (censo 2001), un área de 3429 km ², y una densidad de población de 384 habitantes por km², con 62,75% de tasa de alfabetización. Limita al norte con el Distrito de Alwar, al noreste con el Distrito de Bharatpur, al sureste con el Distrito de Karauli, al sur con el Distrito de Sawai Madhopur, y al oeste con el Distrito de Jaipur. El río Sawa y río Ban Gangafluyen a través del distrito. Está situado en la Carretera Nacional no.11 De Jaipur a Agra. A 100 km al este de Jaipur. En Tehsil Mahwa hay un Gran Panchayat, Kherla Bujurg, es famoso por un disco que se editó durante la elección de miembros para la Asamblea legislativa de Rajastán. Los tres candidatos de los partidos nacionales eran residentes de este pueblo, todos ellos eran de la misma casta (Gurjar), los tres eran abogados de profesión. Hari Singh fue el elegido. Los servicios de noticias de la BBC emitieron un programa especial al respecto.
Dausa lleva el nombre de una colina cercana llamada Devgiri. En la cima de la colina se encuentra un fuerte, construido por los Reyes Badgujar, que eran los gobernantes originales de este lugar. Más tarde, el centro de su poder pasó a Amber.
La agricultura es la principal ocupación de la gente de Dausa. Los principales cultivos de la zona son el trigo, bajra, la colza, la mostaza y el maní.

## Datos estadísticos
Dausa es el distrito más pequeño de Rajastán. 
Sobre la base de información que se muestra en la página web oficial de Dausa.

## Población
|        | Hombres | Mujeres | Población Total | % Crecimiento 1991 | Mujeres/Hombres Ratio |
| 2001   | 2001    | 2001    | 2001            | 2001               |                       |
| Rural  | 621591  | 559654  | 1181245         | 32.85              | 900                   |
| Urbana | 71847   | 63971   | 135818          | 29.05              | 890                   |
| Total  | 693438  | 623625  | 1317063         | 32.44              | 899                   |